# Patricia Ortega (militar)
Patricia Ortega García (Madrid, 1963) es una ingeniera agrónoma y militar española perteneciente a la Escala de Oficiales del Cuerpo de Ingenieros Politécnicos del Ejército de Tierra. Posee rango de general de división y en la actualidad está destinada en la Secretaría de Estado de Defensa.
Desde mayo de 2022 ostenta el empleo de general de división, siendo la primera mujer en conseguirlo. En adición, fue la primera y única de su promoción dentro del Cuerpo de Ingenieros Politécnicos.

## Biografía
Nacida en Madrid en 1963, nieta, hija y hermana de militares,  estudió y se graduó como ingeniera agrónoma especialidad de Industrias Agroalimentarias, por la Universidad Politécnica de Madrid en 1987 y un año después, en 1988 ingresó en el ejército, en el primer año en el que se permitió acceder a las mujeres a la Academia General Militar de Zaragoza, siendo la única mujer de su promoción y convirtiéndose en la primera mujer miembro de las Fuerzas Armadas Españolas.
Tiene además otras titulaciones:  Ingeniero Construcción y Electricidad por la Escuela Politécnica Superior del Ejército, máster en Gestión Presupuestaria por la Universidad Politécnica de Madrid, máster en Auditorias y Planificación Empresarial del Medio ambiente por el Colegio Oficial de Aparejadores y Arquitectos Técnicos de Málaga, y diplomada en Dirección y Gestión de Proyectos por la  Universidad San Pablo-CEU.
Está casada y tiene tres hijos.

### Trayectoria militar
Tras finalizar su formación militar en la Academia General Militar de Zaragoza, donde según publica el diario Heraldo, accedió junto con sus compañeras Teresa Gordillo, Amparo Cáceres,  Milagros Hijosa, Maríta Teresa Valbuena, y Margarita Conde; pasó a la Escuela Politécnica Superior del Ejército, con el empleo de alférez alumno y en 1992 al finalizar sus estudios, obtuvo el empleo de capitán del Cuerpo de Ingenieros Politécnicos del Ejército de Tierra, Especialidad de Construcción y Electricidad. 
En 2009 fue la primera mujer en alcanzar el rango de teniente coronel en el mismo Cuerpo de Ingenieros Politécnicos y en junio de 2016 llegó a coronel. Al ascender al generalato era directora del Laboratorio de Ingenieros del Ejército en el Instituto Nacional de Técnica Aeroespacial (INTA).
Ortega fue la responsable del equipo de ingeniería de la Dirección General de Infraestructura que pilotó la creación del  Centro Militar de Farmacia inaugurado en 2015.
En septiembre de 2018 fue convocada para realizar el curso de ascenso a general de brigada, una vez superado, en julio de 2019 se convirtió en la primera mujer general de la historia de España. En mayo de 2022, es ascendida a general de división (siendo de nuevo la decana en este empleo). Junto con Begoña Aramendía (primera general de brigada del Cuerpo Jurídico Militar, actualmente general de división y presidenta del Tribunal Militar Central), María Teresa Gordillo López (primera general de brigada del Cuerpo de Intervención Militar, actualmente general de división y con el cargo de interventora general de defensa), Loreto Gutiérrez (primera general de brigada del Ejército del Aire); la comandante Rosa María García-Malea (primera mujer en pilotar un caza de combate) y la capitán de navío Esther Yáñez (primera mujer al mando de un buque militar), es considerada como pionera en cuanto a la incorporación de la mujer a los altos rangos militares de España. Cristina Moreno se convirtió en la primera teniente coronel de la Guardia Civil; Silvia Gil, fue la primera teniente coronel al mando de una comandancia de la Benemérita.
Al conseguir el grado de general, dijo de ella Margarita Robles, ministra de Defensa en funciones, estar «muy orgullosa del avance de una mujer, porque cuando avanza una mujer avanzamos todas las demás».
El 21 de diciembre de 2019 fue nombrada subdirectora general de Sistemas Terrestres del Instituto Nacional de Técnica Aeroespacial (INTA).
El 13 de mayo de 2022 fue nombrada secretaria general del Instituto Nacional de Técnica Aeroespacial (INTA). Cesó en enero de 2023, siendo destinada en la Secretaría de Estado de Defensa como asesora.

## Reconocimientos
- 2020 Premio Clara Campoamor otorgado por el Ayuntamiento de Madrid.[19]

- 2018 Premio Internacional Yo Dona.[20]